# Piptadenia viridiflora
Piptadenia viridiflora är en ärtväxtart som först beskrevs av Carl Sigismund Kunth, och fick sitt nu gällande namn av George Bentham. Piptadenia viridiflora ingår i släktet Piptadenia och familjen ärtväxter. Inga underarter finns listade i Catalogue of Life.